# 楊開基
杨开基（?—?），直隶乐亭县人（今河北省乐亭县），清朝官員，同進士出身。
乾隆六十年乙卯恩科（1795年），登三甲進士。选奉天府儒學教授。